# Runeindskrifter fra Blekinge
Denne liste over Blekinges runeindskrifter er en oversigt over runeindskrifter i Blekinge, forkortet DR efter landskabets tidligere tilhørsforhold til Danmark. Derefter følger et nummer ifølge Samnordisk runtextdatabas, ristningens eventuelle navn, dens placering och type genstand.
- DR 356, Sölvesborgsstenen, Sölvesborgs socken, Listers härad.
- DR 357, Stentoftenstenen, Gammeltorps socken, Listers härad.
- DR 358, Gummarpstenen, Gammeltorps socken, Listers härad.
- DR 359, Istabystenen, Mjällby socken, Listers härad.
- DR 360, Björketorpsstenen, Listerby socken, Medelstads härad.
- DR 361, Halahult, Åryds socken, Bräkne härad.
- DR 363, Sturköstenen, Sturkö socken, Östra härad.
- DR 364, Lösenstenen 1, Lösens socken, Östra härad.
- DR 365, Lösenstenen 2, Lösens socken, Östra härad.
- DR 366, Lösenstenen 3, Lösens socken, Östra härad.